# マリアーニ・ワイン
マリアーニ・ワイン (Vin Mariani) は1863年にフランスの薬剤師であるアンジェロ・マリアーニが発明した、ワインにコカを添加した強壮剤。

## 歴史
フランスの薬剤師であるアンジェロ・マリアーニは、コカの人体への影響に関するパオロ・マンテガッツァの論文を読み、コカの医学的・経済的可能性に興味をそそられ、コニャックを溶媒としてコカの葉から抽出したコカインとボルドーワインをブレンドしたものに砂糖を添加した飲み物を開発した。マリアーニは「Vin Mariani à la coca」のブランド名や「veni, bibi, vici（来た、飲んだ、勝った）」といったキャッチフレーズを考案し、1870年代初めからマーケティングを始め、新聞や雑誌広告に著名人の体験談を載せて、それらをまとめた「マリアーニ・アルバム」と題する一種の紳士録を出版した。この飲み物はそれらに掲載されたローマ教皇レオ13世をはじめとする千名におよぶ著名人の熱狂的な証言に影響されて幅広く消費され、ベル・エポック時代、第一次世界大戦前に年間1,000万本を売り上げた。当初特許を取得していなかったため、アメリカのジョン・ペンバートンはいち早くマリアーニ・ワインを模倣した飲み物を作った（禁酒令制定後にはベースのワイン成分が取り除かれた）が、これはコカ・コーラの祖先と見なされることもある。なお、フランス国内流通のマリアーニ・ワインには1オンスあたり6ミリグラムのコカインを含んでいたが、各国の類似品が増えると添加量が増やされ、海外輸出分にはオンス7.2ミリグラムのコカインが含有されていた。先に述べたように、禁酒法が制定されるとアメリカのいくつかの州で販売が禁止され、コカインの危険性が知られるようになると、フランスやその他の国々でも製造・販売が中止された。

## 愛飲者

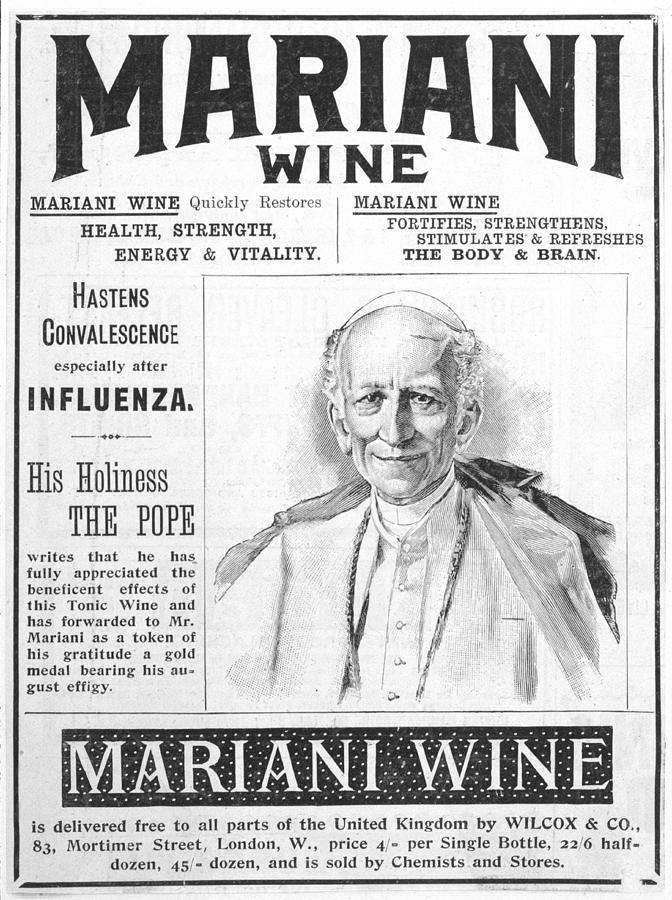
教皇レオ13世による英語広告

マリアーニは、エネルギー、食欲、気分を高揚させる効果を宣伝し、多くの疾患のためにマリアーニ・ワインを売り込んだ。芸術家やアスリートのパフォーマンス向上剤として宣伝され、当時の多くの著名人から支持された。マリアーニは各国の王室、政治家、作家、その他の団体を含むヨーロッパ各国の著名人から推薦状を募集し、それらを新聞や雑誌に広告として転載した。彼はそのような支持を4千件以上集めたと主張している。ローマ教皇レオ13世とピウス10世はどちらもマリアーニ・ワインの愛飲者で、前者はワインの広告ポスターに登場し、それを作成するためにマリアーニにバチカンの金メダルを授与した。トーマス・エジソンはワインの覚醒効果について証言した。アメリカ大統領ユリシーズ・グラントは、人生の終わりに向かって回想録を書きながらマリアーニ・ワインを飲んだ。フランス首相ジュール・メリヌは普段は禁酒者であるにもかかわらずマリアーニ・ワインを飲んだ。
マリアーニ・ワインを支持した他の著名人にはカイリー・ベルー、エミール・ゾラ、ヴィクトリー・サルドゥ、アンリ・ロシュフォール、シャルル・グノーらがおり、みなマリアーニ・ワインの広告に登場し推薦文を書いた。女優やダンス・音楽関係者ではアデリーナ・パッティ、エマ・アルバニ、サラ・ベルナール、エマ・エムズ、ロシタ・マウリ、リリアン・ラッセル、エンマ・ユフ、ルイーズ・ポーリン、ゼリー・ド・ルッサン、マリー・テンペスト、マドレーヌ・ルセット・ライリー、オーギュスタ・オルメスも印刷物に証言を残している。

## 21世紀における動向

### 再生産
2014年、アジャクシオのレストラン経営者であるクリストフ・マリアーニは、アンジェロ・マリアーニの家族と協力して、マリアーニ・ワインの生産を再開したが、コカの配合を減らし、ブドウはコルシカ島の品種であるヴェルメンティーノを使用した。2017年にクリストフはボリビアの大統領、エボ・モラレスと会談している。

### コカ・コーラとの係争
2019年、ザ コカ・コーラ カンパニーは、ヨーロッパでの商標登録の申請に続き、欧州連合知的財産庁に登録取り消しを申請した。
その理由は、この名称が消費者に混乱を引き起こす可能性があるためとしている。

## 参考文献

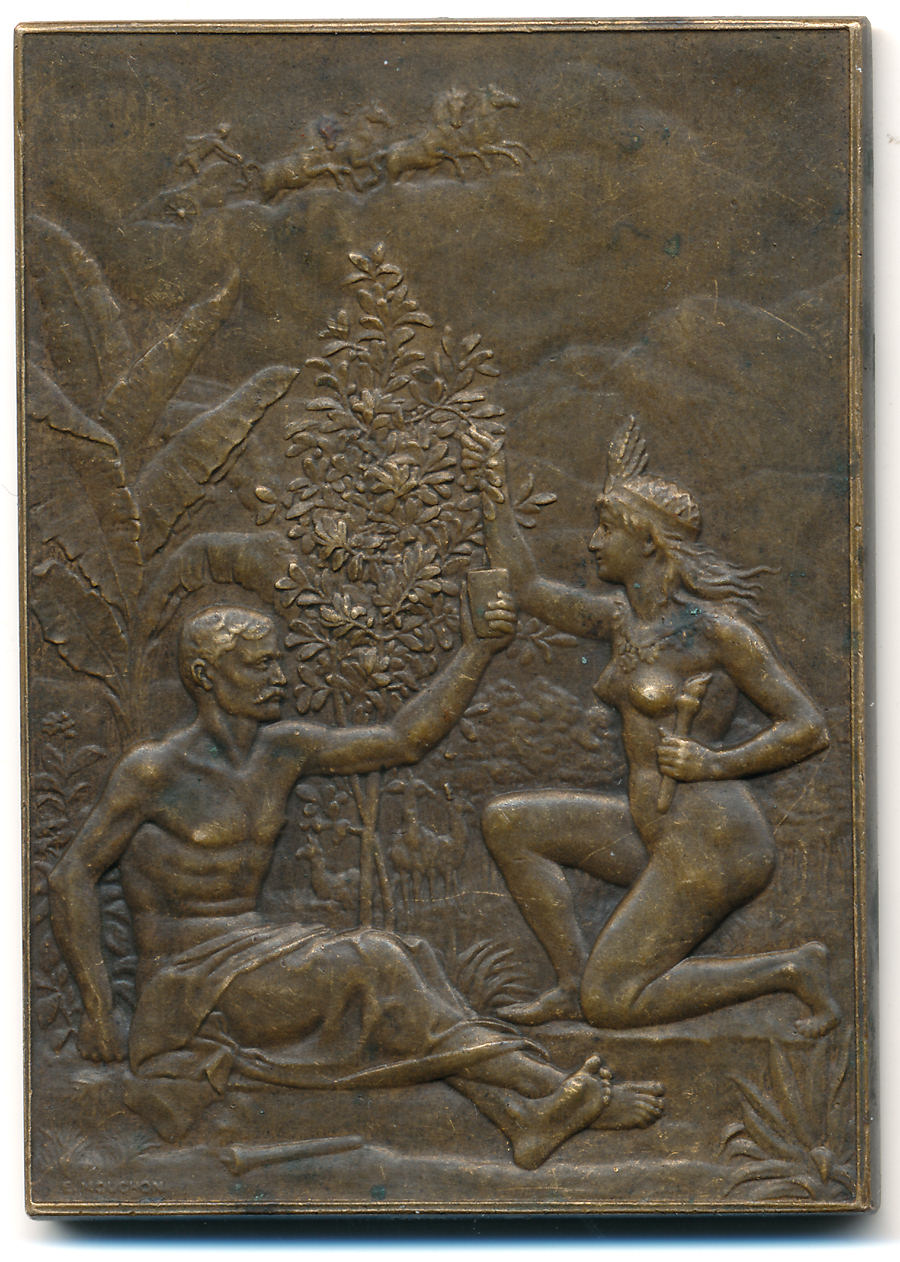
「老人にマリアーニ・ワインを提供するペルー人の若い女性」ウジェーヌ・ムーション製作のプラーク